# Валищенский сельсовет
Валищенский сельсовет (белор. Валішчанскі сельсавет) — административная единица Пинского района Брестской области Беларуси. Административный центр — агрогородок Валище.
Население — 1264 человека (2019).

## История
Образован 19 января 1965 года в составе Пинского района Брестской области в составе 6 населённых пунктов: деревень Валище, Вулька Лавская, Хворосно, находившихся в административном подчинении Логишинского поссовета, и деревень Озаричи, Клетная и Соколовка, которые до 6 января 1965 года находились в составе Коланского сельсовета.

## Состав
В состав сельсовета входят следующие населённые пункты:
- Валище — агрогородок
- Вулька Лавская — деревня
- Клетная — деревня
- Озаричи — деревня
- Соколовка — деревня
- Хворосно — деревня